# 埼玉県立児玉白楊高等学校
埼玉県立児玉白楊高等学校（さいたまけんりつ こだまはくようこうとうがっこう）は、埼玉県本庄市児玉町金屋にあった全日制の公立高等学校。
2023年4月1日より、旧埼玉県立児玉高等学校と合併し、新埼玉県立児玉高等学校と改称している。ここでは、児玉白楊高校時代のことについて記載する。2023年度以降については、埼玉県立児玉高等学校を参照のこと。

## 歴史・概要
火力応用の換気乾燥飼育法である｢一派温暖育」を考案したことで知られる木村九蔵が、養蚕を研究・指導を目的として1884年（明治17年）に「養蚕改良競進組」を結成し、1900年（明治33年）に養蚕学校を開校したのが始まりである。
ちなみに校名の「白楊」は学校のシンボルでもあるポプラ並木の漢名。
2023年4月より、埼玉県立児玉高等学校と合併した。校名は、向こうの名前を引き継いで「埼玉県立児玉高等学校」となり、“白楊”の名は消えてしまったが、校舎等施設は当校施設を活用している。

## 沿革
- 1884年（明治17年）[2] - 木村九蔵が「養蚕改良競進組」を結成[1]。
- 1899年（明治32年） - 前身の「競進社蚕業学校」を設置認可。（開校記念日）
- 1900年（明治33年） - 開校[2]。
- 1925年（大正14年） - 校名を「競進社実業学校」と改称。
- 1933年（昭和8年） - 蚕業専門教育から普通農業教育に移行。
- 1937年（昭和12年） - 校名を「埼玉県児玉農学校」と改称。
- 1948年（昭和23年） - 学制改革により、校名を「埼玉県児玉農業高等学校」と改称。
- 1972年（昭和47年） - 県立に移管し、農業科2学級と機械科2学級を置き校名を「県立児玉農工高等学校」と改称。
- 1988年（昭和63年） - 機械科1学級を電子機械科（共学）に転換する。
- 1990年（平成2年） - 各科を順次男女共学に転換。
- 1992年（平成4年） - 園芸科を環境デザイン科（共学）に転換する。
- 1995年（平成7年） - 校名を「県立児玉白楊高等学校」と改称。
- 1999年（平成11年） - 農業科を生物資源科（共学）に転換する。
- 2023年（令和5年） - 埼玉県立児玉高等学校と合併、当校が新「埼玉県立児玉高等学校」となる

## 設置科
- 生物資源科
- 環境デザイン科
- 機械科
- 電子機械科

定員　各40名

## 主な行事
- 体育祭
- 農業、工業センター実習
- ポプラ祭
- ロードレース
- 予餞会
- 球技大会

## 交通
- JR高崎線本庄駅下車、朝日バス・児玉駅入り口下車、徒歩17分
- JR八高線児玉駅下車、徒歩22分